# Lorenzo Wright
Lorenzo Christopher Wright (Detroit, 9 de dezembro de 1926 – Detroit, 27 de março de 1972) foi um velocista e saltador norte-americano, campeão olímpico em Londres 1948.
Primariamente um atleta do salto em distância de grande velocidade, foi bicampeão desta modalidade em seus anos de escola secundária. Após a formação secundária, serviu nas Forças Armadas por um ano e meio, entrando após o serviço militar na Wayne State University, onde em 1947 e 1948 foi campeão da NCAA. Na universidade, também venceu títulos nacionais das 60, 100 e 200 jardas, além do salto em distância.
Em Londres 1948 participou primeiro de sua maior especialidade, o salto em distância, onde terminou apenas no quarto lugar, numa prova vencida pelo compatriota Willie Steele. A medalha de ouro veio como integrante do revezamento 4x100 m, junto com Harrison Dillard, Barney Ewell e Mel Patton.
Após encerrar a carreira, tornou-se supervisor de atletismo das escolas públicas de Detroit. Morreu assassinado a facadas pela esposa em março de 1972, aos 45 anos, durante uma briga doméstica causada por uma possível separação do casal.